# Numba Mwila
Numba Mwila (Mufulira, 18 marzo 1972 – Oceano Atlantico, 27 aprile 1993) è stato un calciatore zambiano, di ruolo centrocampista.

## Carriera

### Club
Ha giocato nella prima divisione zambiana.

### Nazionale
Scese in campo 2 volte con la maglia della propria Nazionale.

## Morte
Perì, assieme ai compagni di Nazionale, il 27 aprile 1993, coinvolto nel celebre disastro aereo dello Zambia.